# Alexandros Nikolaidis
Alexandros Nikolaidis (Salónica, 17 de outubro de 1979 – 14 de outubro de 2022) foi um atleta de taekwondo grego.
Nikolaidis morreu em 14 de outubro de 2022, aos 42 anos. Ele sofria de uma forma "extremamente rara" de câncer por mais de dois anos antes de sua morte.

## Atenas 2004
As lutas realizadas pelo atleta, em 29 de agosto de 2004, na categoria +80kg, foram:
- Oitavas: COL Julian Rivera - vitória (7 a 3)
- Quartas: MAR Abdelkader Zrouri - vitória (5 a 2)
- Semifinal: JOR Ibrahim Kamal - vitória (6 a 3)
- Final: KOR Sung Moon-Dae - derrota (nocaute)

## Pequim 2008
Em 24 de março de 2008, em Olímpia na Grécia, foi o primeiro atleta a receber a Tocha Olímpica na cerimônia que marcou o início do revezamento para os Jogos Olímpicos de Pequim (2008).
As lutas realizadas pelo atleta, em 23 de agosto de 2008, na categoria +80kg, foram:
- Preliminar: KAZ Arman Chilmanov - vitória (4 a 3)
- Quartas: MAR Abdelkader Zrouri - vitória (5 a 4)
- Semifinal: NGR Chika Yagazie Chukwumerije - vitória (3 a 2)
- Final: KOR Cha Dong-Min - derrota (5 a 4)

Novamente lutou contra o atleta Abdelkader Zrouri do Marrocos nas quartas e, de novo, perdeu a medalha de ouro para um atleta da Coréia do Sul.
Nos jogos de 2012 em Londres, foi o porta-bandeira da Grécia.